# Tham khảo
Tham khảo có nghĩa là đi lấy thêm thông tin, thường là ở trong tài liệu, nhằm tìm hiểu thêm để học hỏi, nghiên cứu, xử lý công việc cho logic hơn. Khi tài liệu đánh dấu cho độc giả biết đi đâu ở một nơi khác để tham khảo thêm thì đó gọi là dấu tham khảo. Dấu tham khảo là một quy chiếu.